# Teucholabis seposita
Teucholabis seposita är en tvåvingeart som beskrevs av Alexander 1941. Teucholabis seposita ingår i släktet Teucholabis och familjen småharkrankar.
Artens utbredningsområde är Panama. Inga underarter finns listade i Catalogue of Life.